# Chodda
Chodda es un género de lepidópteros perteneciente a la familia Noctuidae.

## Especies
- Chodda costiplaga Bethune-Baker, 1906
- Chodda ochreovenata Bethune-Baker, 1906
- Chodda sordidula Walker, [1863]